# Пал Бенкьо
Пал Бенкьо (Benkő Pál) е унгарски шахматист.
Роден е на 15 юли 1928 г. в Амиен, Франция, но израства в Унгария. Научава се да играе шах от своя баща когато е на 12 години и започва да се състезава сериозно на 17 години. Когато е на 20 г., Бенкьо печели унгарското първенство.
Скоро след това отива да живее в Съединените американски щати. След падането на Желязната завеса Бенкьо прекарва времето си в Унгария и САЩ. Бил е треньор на известните сестри Полгар (Юдит, Жужа и София).